# 채드 빌렐라

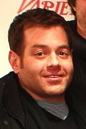

채드 빌렐라(영어: Chad Villella, 1977년 2월 12일 ~ )는 미국의 작가, 배우이다.

## 영화
- 사우스바운드 - 죽음의 고속도로 (2015년)
- V/H/S : 죽음을 부르는 비디오 (2012년) - 채드 역